# قره‌تپه حاج‌بهرام
قره تپه حاج بهرام مربوط به دوره اشکانیان - دوره ساسانیان است و در شهرستان ملکان، بخش لیلان، جنوب غربی شهر لیلان، ۱/۲ کیلومتری جنوب قلعه بختک واقع شده و این اثر در تاریخ ۲۷ اسفند ۱۳۸۶ با شمارهٔ ثبت ۲۲۵۶۸ به‌عنوان یکی از آثار ملی ایران به ثبت رسیده است.